# 技術 (教科)
技術（ぎじゅつ）は、学校教育における技術教育の科目である。中学校に設置され、教科「技術・家庭」の技術分野として学習する。
本項目では、主として現在の学校教育における教科「技術・家庭」のうち「技術分野」について取り扱う。教科全体の内容は「技術・家庭」を、関連する理論・実践・歴史などについては「技術科教育」を参照。

## 概要
文部科学省が2017年（平成29年）3月に改訂した学習指導要領によれば、「技術の見方・考え方を働かせ，ものづくりなどの技術に関する実践的・体験的な活動を通して，技術によってよりよい生活や持続可能な社会を構築する資質・能力を育成する」ことが目標とされる。
学習内容はA・B・C・Dの4つに分けられている。Aは「材料と加工の技術」について、Bは「生物育成の技術」について、Cは「エネルギー変換の技術」について、Dは「情報の技術」について、それぞれ学習する。

## 他校種での技術教育
日本では、教科としての技術は、中学校（中等教育学校の前期課程、義務教育学校の後期課程、視覚障害者または聴覚障害者を教育する特別支援学校の中等部を含む）のみに設置されている。小学校では図画工作の一部が、技術教育と関連し、高等学校（中等教育学校の後期課程、視覚障害者または聴覚障害者を教育する特別支援学校の高等部を含む）では教科「情報」、「芸術」のうちの工芸や、「工業」、「農業」が中学校の技術に関連する。なお、知的障害者を教育する特別支援学校の中等部では、「職業・家庭」で構成されており、ほかの前期中等教育とは異なり、「技術」の分野は設けられていない。